# César González (szermierz)
César González  Llorens (ur. 28 września 1965 w Barcelonie) – hiszpański szermierz.

## Życiorys
Uczestniczył w Letnich Igrzyskach Olimpijskich w 1992, oraz w Letnich Igrzyskach Olimpijskich w 1996 roku.
Zdobył brązowy medal (indywidualnie) w szpadzie na Mistrzostwach Europy w Szermierce w 1992 roku.